# منصف السلاوي
منصف محمد السلاوي (بالإنجليزية: Moncef Slaoui) (مواليد 27 يوليو 1959 أكادير)، هو خبير مغربي أمريكي في الصناعات الدوائية، من مواليد المغرب ويعدّ من أهمّ العلماء المغاربة المعاصرين. يعيش بالولايات المتحدة الأميركية ومدير سابق لقسم اللقاحات بشركة جلاكسو سميث كلاين. عمل في الشركة لمدة ثلاثين عامًا، وتقاعد في عام 2017. في 15 مايو 2020، أُعلن أن السلاوي سيدير تطوير حكومة الولايات المتحدة لتطوير وتوزيع لقاح مرض فيروس كورونا، وجاء تعيينه ضمن ما يسمى بعملية "Warp Speed" لتسريع جهود تطوير اللقاح من قبل واشنطن.

## سيرته
وُلد السلاوي في المغرب ودرس فيه إلى حدود الباكالوريا، وفي سن 17 سنة غادر المغرب لدراسة الطب بفرنسا، لكنه استقر ببلجيكا حيث درس البيولوجيا الجزئية، وتميّز فيها كما تميّز سعيد حمديوي في علوم الحاسوب بهولندا وغيرهم من النوابغ المغربية المهاجرة. وحصل السلاوي على دكتوراه في علم المناعة. استقر ببلجيكا لمُدة 27 سنة، حيث تزوج برفيقة دربه والتي كانت تشتغل باحثة خبيرة في الفيروسات، وهي التي اكتشفت لقاحًا ضد فيروس ظهر في سنوات الثمانينات كان يهاجم الأبقار شبيه بفيروس نقص المناعة لدى البشر. غادر منصف السلاوي بلجيكا برفقة زوجته نحو الولايات المتحدة ليصبح أستاذًا في جامعة هارفارد، وفي غضون 15 عامًا، شارك في اكتشاف غالبية لقاحات علم المناعة كالملاريا، سرطان عنق الرحم، المكورات الرئوية وغيرهم.
عُيِّن مسؤولًا عن قسم البحث والتطوير في شركة جلاكسو سميث كلاين، حيث حصل على نتائج مُهمة إذ أنَّه بين عامي 2011 و 2016، أنتجت المجمُوعة التي يوجد على رأسها 24 دواءً ولقاحًا جديدًا لفيروسات جد مُتطورة، والتي وافقت عليها إدارة الغذاء والدواء الأمريكية بشكل رسمي، كما نجح في تخفيض الميزانية بنسبة 40٪. وفي سنة 2017، وبعد مشوار علمي طويل وناجح، قرر السلاوي التقاعد وترك المكان للجيل الجديد من الشباب الباحث.
ساهم بشراكو مع شركة فيرلي المتخصصة بعلوم الحياة والمتفرعة من جوجل، في مشروع صنع أنظمةٍ إلكترونيةٍ صغيرةٍ قابلةٍ للزرع والتي يمكن استخدامها لتصحيح النبضات العصبية الشاذة وغير المنتظمة، تسمى بالأدوية الكهربائية 

## مسؤولياته
- مُستشار في علم المناعة لدى جلاكسو سميث كلاين.
- رئيس مجلس إدارة اللقاحات في شركة جلاكسو سميث كلاين.
- المسؤول حاليًا عن مُهمَّة الإشراف رفقة اللجنة العلمية بأمريكا لتطوير لقاح مضاد لكوفيد-19.
- عضو مجلس أمناء جامعة حمد بن خليفة.

## جائحة كوفيد-19
في 15 مايو، أعلن الرئيس دونالد ترامب رسميًا عن عملية Warp Speed، وهو مشروع لتطوير وتقديم 300 مليون جرعة من لقاح لمرض فيروسات كورونا لعام 2019 بحلول يناير 2021. تمت إدارة عملية Warp Speed من قبل كبير مستشاري البيت الأبيض جاريد كوشنر بدعم من وزارة الدفاع الأمريكية ووزارة الصحة والخدمات البشرية في الولايات المتحدة. تم تعيين سلاوي، الذي قال أن الإطار الزمني لمدة 12 إلى 18 شهرًا ستكون «صعبة جدًا» ولكنه «قابل للتحقيق»، ككبير مستشاري المشروع، حيث عمل إلى جانب كبير مسؤولي العمليات والجنرال غوستاف ف. بيرنا. لتجنب تضارب المصالح، استقال سلاوي من مجلس إدارة شركة التكنولوجيا الحيوية موديرنا ومقرها ماساتشوستس، والتي كانت تطور لقاحًا للفيروس كورونا. كما أن سلاوي ضمن مجالس إدارة شركة ستروفاكس، والمنظمة للابتكار في مجال التكنولوجيا الحيوية، والمبادرة الدولية للقاح الإيدز، ومؤسسة فرما.

## الاعتراف
منحت كلية جيتيسبيرغ لسلاوي درجة الدكتوراه فخرية في العلوم في مايو 2017. في عام 2012، اختير السلاوي كواحد من «25 شخصًا الأكثر تأثيرًا في مجال الأدوية الحيوية اليوم» من قبل فيرسبيوتك. في عام 2016، صنفته مجلة فورتشن ضمن «أعظم 50 قائدًا في العالم». أدرج صانع الأدوية السلاوي في قائمة «أفضل 100 صانع للأدوية في العالم» لعام 2018.

## المقالات العلمية
Famm K, Litt B, Tracey KJ, Boyden ES, Slaoui M. Drug discovery: a jump-start for electroceuticals. Nature. 2013 Apr 11;496(7444):159-61
 Moncef Slaoui, Asher Mullard. Nat Rev Drug Discov. , 14 (7), 452-3 Jul 2015. PMID 26129795 DOI: 10.1038/nrd4669